# Дионисии
Дионисиите са празници на бога на виното, театъра, превъплъщенията, екстаза и лудостта – Дионис (още Бакх или Вакх), чествани в древните средиземноморски култури. Някои от тях имат мистериален характер.

## Дионисии в Атина
Дионисиите в Древна Атина са държавни празници, имат по-скоро немистериален характер и се провеждат през пролетта и зимата.
Видове
- Малки (селски) Дионисии – провеждат се през декември и представляват фалически шествия с карнавален характер.
- Ленеи – провеждат се през януари и са свързани с приготвянето на специални вина.
- Антестерии – провеждат се в края на февруари и началото на март; това са най-старите Дионисови празници. Статуя на Дионис се вози от морето до града, отваря се новото вино, честват се мъртвите.
- Големи (градски) Дионисии – провеждат се в края на март[1] и началото на април, като продължават седем дни. През първия ден се извършва тържествена процесия, носи се дървен идол на Дионис. Това шествие има карнавален характер. През втория и третия ден се организират състезания между лирически хорове, изпълняващи дитирамби (химни в чест на Бакх). През следващите 3 дни се провеждат театрални състезания в театъра на Дионис между трима драматични поети, които представят по една трилогия (три трагедии, свързани сюжетно) и по една сатирна драма.

## Дионисови мистерии
Мистериалните празници на Дионис имат по-скоро частен характер и се изпълняват от отделни групи почитатели, които формират тиас на бога и участват регулярно в неговите чествания. Свързани са с вяра за близко общуване на участниците с бог Дионис чрез състояния на екстаз или транс. Понякога тези състояния са предизвиквани с опияняващи средства – вино или халюциногени, понякога чрез специални танци и музика на духови и ударни инструменти. Вярва се, че участниците в мистериални празници на Дионис получават неговата специална лична закрила, а някои вярват, че получават безсмъртие или щастлив живот в отвъдното.
Видове мистериални празници на Дионис
- менадически
- вакхически
- орфически